# Flora Sepúlveda
Flora Adriana Sepúlveda Rivas es una abogada y jueza chilena. Ejerce como ministra de la Corte de Apelaciones de Concepción.
Ingresó al Poder Judicial en mayo de 1984, cuando fue designada titular del Primer Juzgado de Letras de Coronel. En 1987 asumió como relatora de la Corte de Apelaciones de Concepción, y en 1994 fue nombrada jueza del Tercer Juzgado del Crimen de dicha ciudad. En dicho tribunal tuvo que investigar el conocido caso Matute Johns, en su primera etapa, entre 1999, año en que desapareció el joven, y diciembre de 2002, cuando fue designado como ministro en visita el juez Juan Rubilar.
Entre abril de 2006 y septiembre de 2009 trabajó como ministra suplente en la Corte de Apelaciones de Concepción, y el 24 de febrero de 2010 fue designada ministra de dicho tribunal por la presidenta Michelle Bachelet, en reemplazo de Guillermo Silva, quien ascendió a la Corte Suprema.